# Camponotus depressus
Camponotus depressus är en myrart som beskrevs av Mayr 1866. Camponotus depressus ingår i släktet hästmyror, och familjen myror. Inga underarter finns listade.

## Bildgalleri

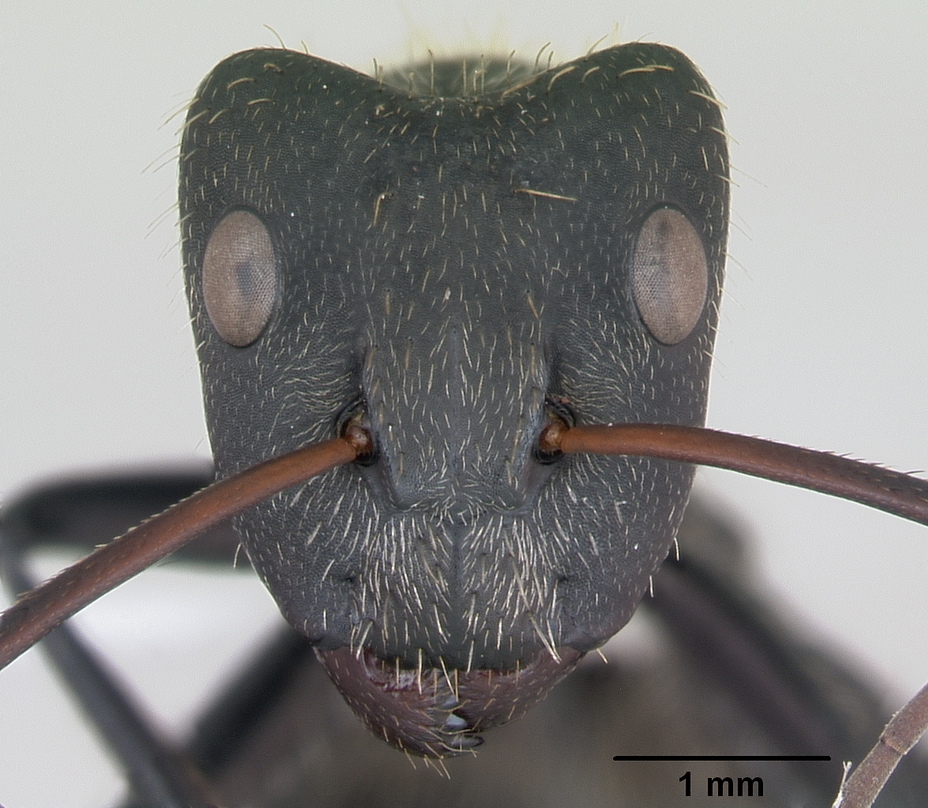
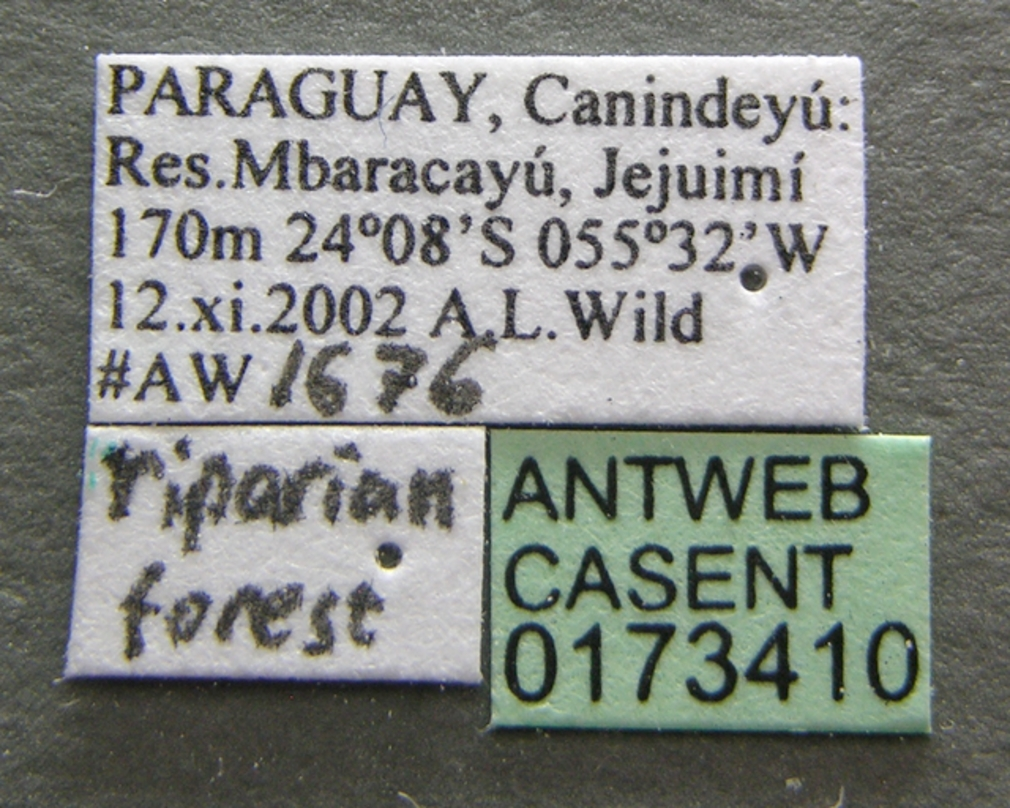
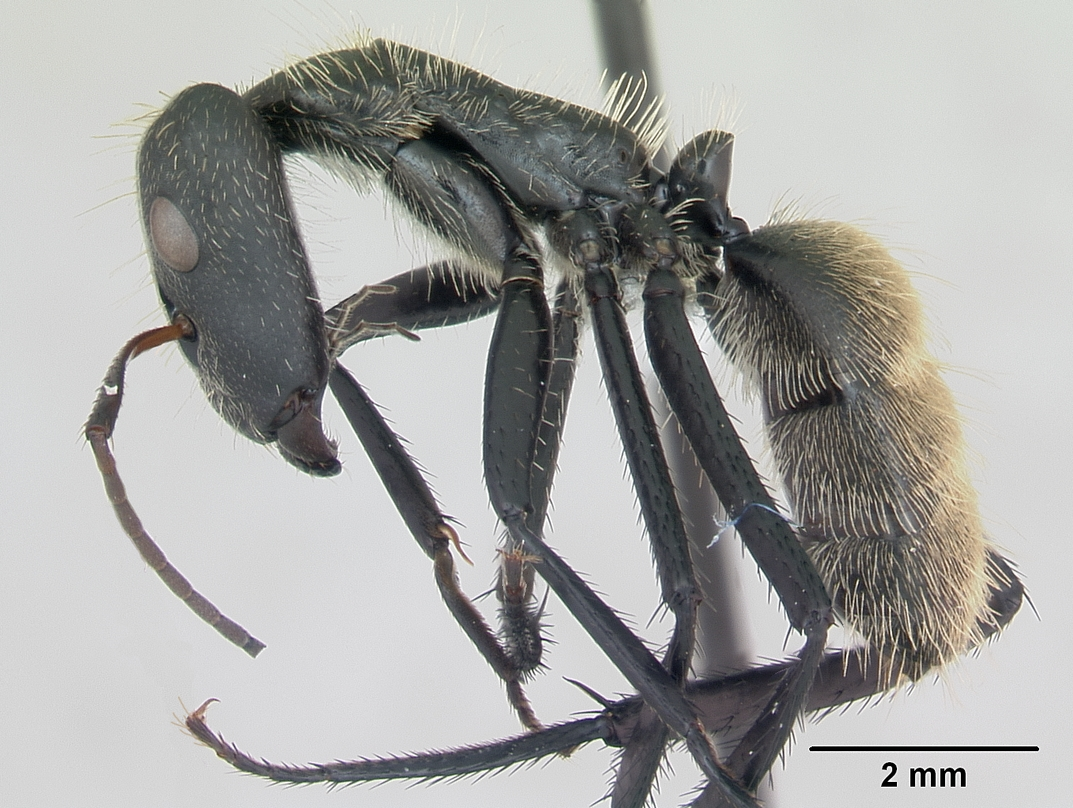
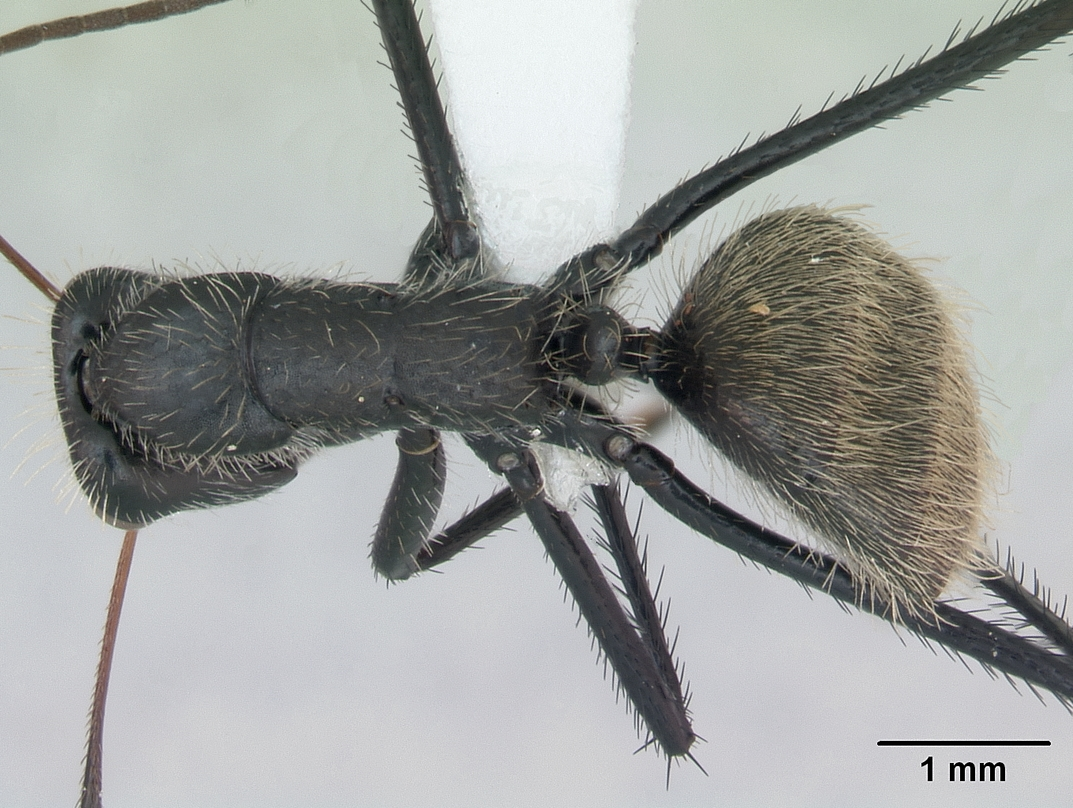
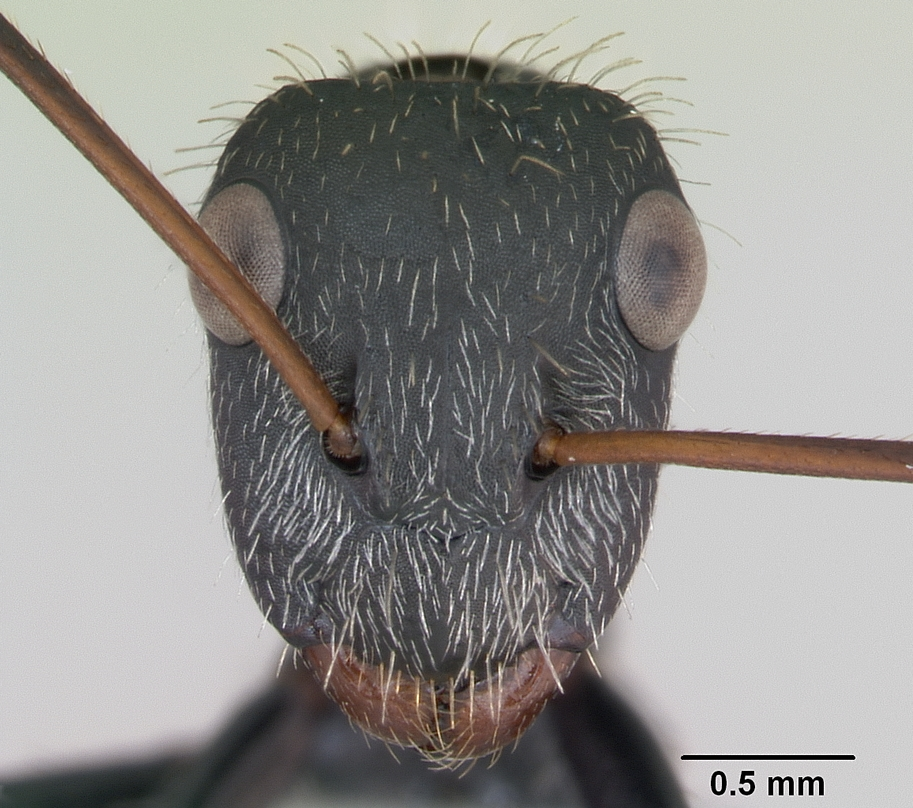
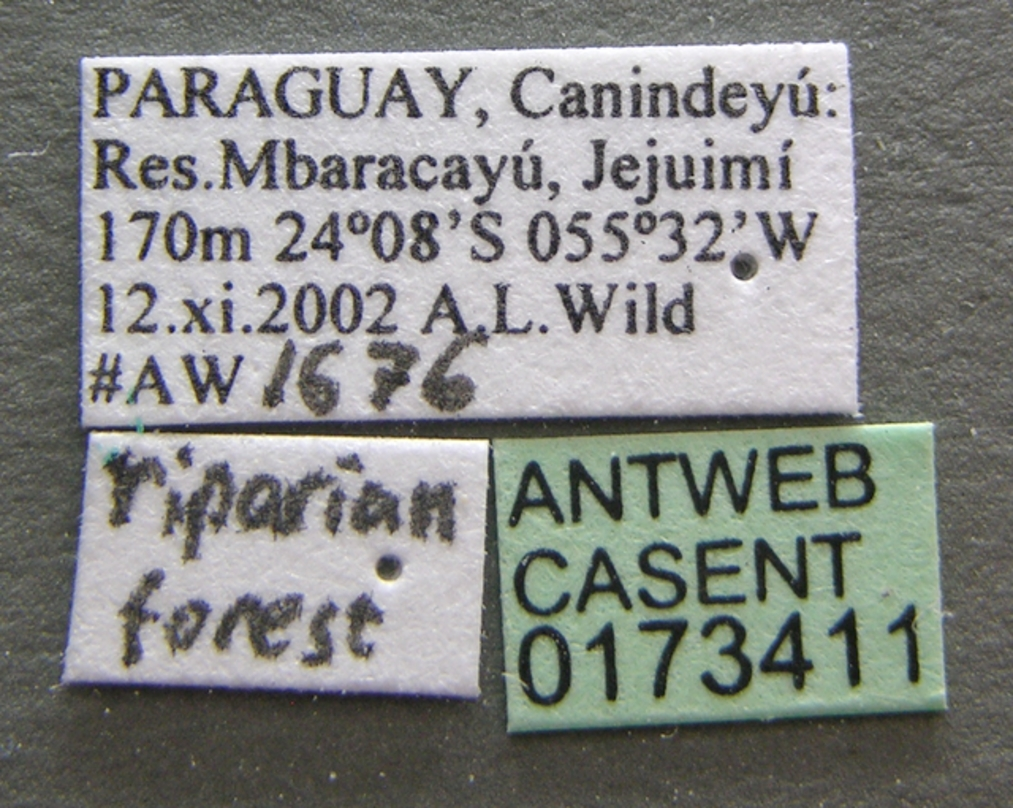